# Monceaux-l'Abbaye
Pour les articles homonymes, voir Monceaux (homonymie) et Monceau.
Monceaux-l'Abbaye est une commune française située dans le département de l'Oise en région Hauts-de-France.

## Géographie

### Localisation
La commune de  Monceaux-l'Abbaye se situe à l'extrémité ouest du département de l'Oise, en bordure de celui de la Seine-Maritime (Normandie).
Elle se trouve dans la zone d'emploi de Beauvais et le bassin de vie de Formerie.

### Communes limitrophes
Les communes limitrophes sont  Blargies, Bouvresse, Formerie, Moliens et Saint-Arnoult.

### Géologie et relief
La superficie de la commune est de 4,57 km2 ; son altitude minimale est de 190 mètres.
Louis Graves indiquait en 1850 que son « territoire est situé dans la partie de la plaine centrale qui se rattache par ses versants au bassin de I'Oise. Un ravin descendant vers Saint-Arnoult suit à-peu-près la ligne moyenne de pente ».

### Hydrographie

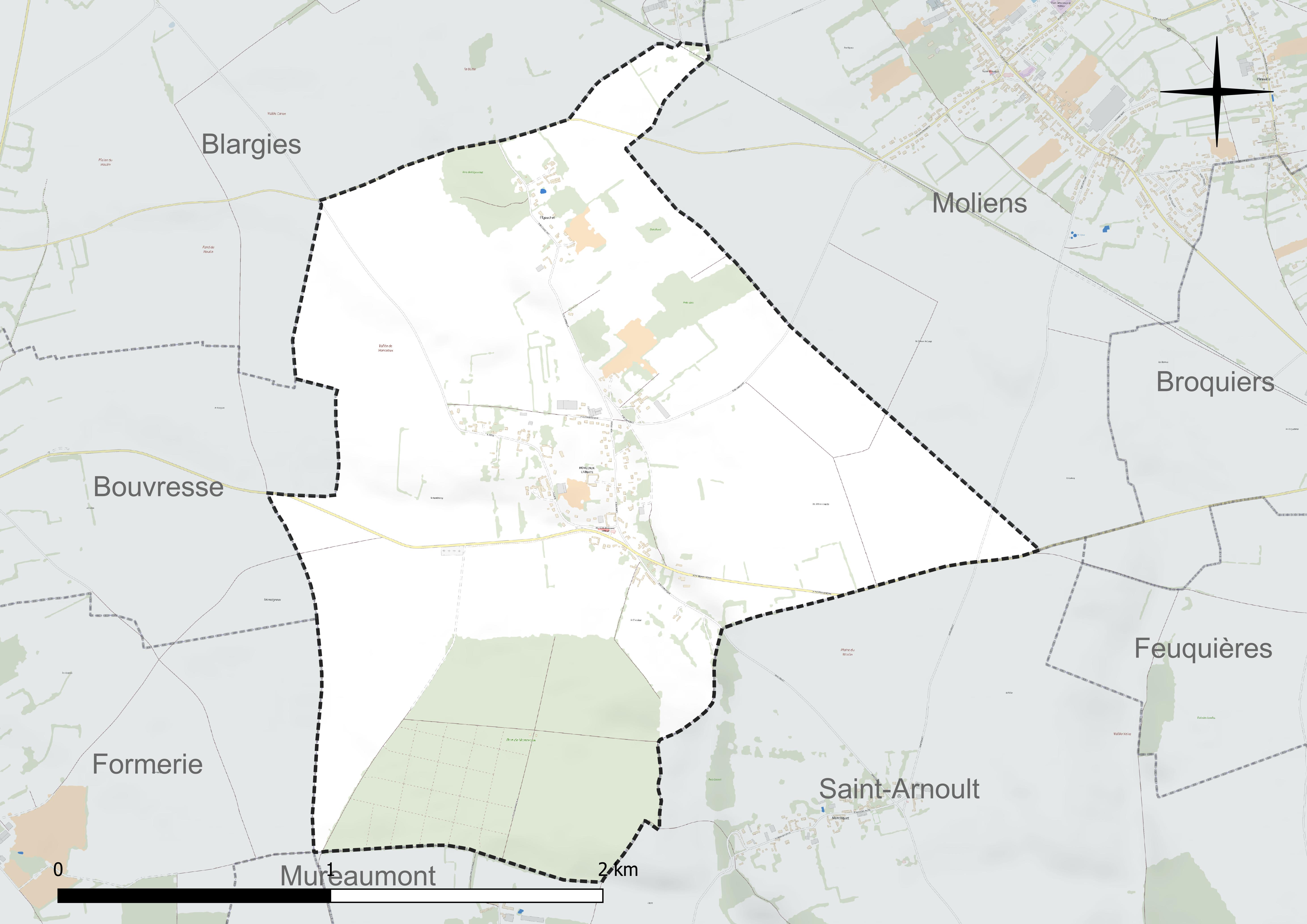
Réseau hydrographique de Monceaux-l'Abbaye.

La commune est située dans le bassin Seine-Normandie. 
Elle n'est drainée par aucun cours d'eau,,<ef naame="Graves"/>.
Afin d'éviter les inondations du village  situé dans un creux de vallée — la commune a été reconnue en état de catastrophe naturelle après les inondations pluviales du 4 juin 2022  — une mare est aménagée par la municipalité fin 2023 en amont du village.

### Climat
Pour des articles plus généraux, voir climat des Hauts-de-France et climat de l'Oise.
En 2010, le climat de la commune est de type climat océanique dégradé des plaines du Centre et du Nord, selon une étude du CNRS s'appuyant sur une série de données couvrant la période 1971-2000. En 2020, Météo-France publie une typologie des climats de la France métropolitaine dans laquelle la commune est exposée à un climat océanique et est dans la région climatique  Côtes de la Manche orientale, caractérisée par un faible ensoleillement (1 550 h/an) ; forte humidité de l'air (plus de 20 h/jour avec humidité relative > 80 % en hiver), vents forts fréquents. 
Pour la période 1971-2000, la température annuelle moyenne est de 9,7 °C, avec une amplitude thermique annuelle de 14,9 °C. Le cumul annuel moyen de précipitations est de 869 mm, avec 12,9 jours de précipitations en janvier et 9 jours en juillet. Pour la période 1991-2020, la température moyenne annuelle observée sur la station météorologique la plus proche, située sur la commune de Saint-Arnoult à 3 km à vol d'oiseau, est de 10,4 °C et le cumul annuel moyen de précipitations est de 797,2 mm,. Pour l'avenir, les paramètres climatiques de la commune estimés pour 2050 selon différents scénarios d'émission de gaz à effet de serre sont consultables sur un site dédié publié par Météo-France en novembre 2022.
| Mois                                  | jan.          | fév.           | mars           | avril         | mai           | juin          | jui.          | août         | sep.          | oct.          | nov.          | déc.           | année     |
| ------------------------------------- | ------------- | -------------- | -------------- | ------------- | ------------- | ------------- | ------------- | ------------ | ------------- | ------------- | ------------- | -------------- | --------- |
| Température minimale moyenne (°C)     | 1,1           | 1,2            | 2,7            | 4,5           | 7,4           | 10,5          | 12,3          | 12,4         | 10            | 7,9           | 4,5           | 1,7            | 6,3       |
| Température moyenne (°C)              | 3,5           | 4              | 6,5            | 9,6           | 12,4          | 15,8          | 17,9          | 17,7         | 14,9          | 11,4          | 7,1           | 4,1            | 10,4      |
| Température maximale moyenne (°C)     | 6             | 6,9            | 10,3           | 14,6          | 17,5          | 21,2          | 23,4          | 23           | 19,8          | 15            | 9,8           | 6,5            | 14,5      |
| Record de froid (°C) date du record   | −13 18.01.13  | −12,6 12.02.12 | −11,5 04.03.05 | −4,5 07.04.08 | −0,8 06.05.19 | 2,5 14.06.05  | 5 31.07.07    | 4,9 21.08.14 | 2,4 30.09.18  | −3,8 29.10.03 | −5,4 30.11.16 | −12,1 26.12.10 | −13 2013  |
| Record de chaleur (°C) date du record | 14,1 09.01.15 | 17,9 27.02.19  | 23,2 31.03.21  | 25,7 20.04.18 | 29,7 27.05.05 | 34,6 21.06.17 | 40,6 25.07.19 | 37 09.08.20  | 33,1 09.09.23 | 28,5 01.10.11 | 18,5 08.11.15 | 16,6 30.12.22  | 40,6 2019 |
| Précipitations (mm)                   | 75,3          | 63,3           | 65,8           | 45,8          | 68,1          | 53,2          | 58,7          | 70,2         | 50,8          | 70,4          | 78,5          | 97,1           | 797,2     |

## Urbanisme

### Typologie
Au 1er janvier 2024, Monceaux-l'Abbaye est catégorisée commune rurale à habitat dispersé, selon la nouvelle grille communale de densité à sept niveaux définie par l'Insee en 2022.
Elle est située hors unité urbaine et hors attraction des villes,.

### Occupation des sols

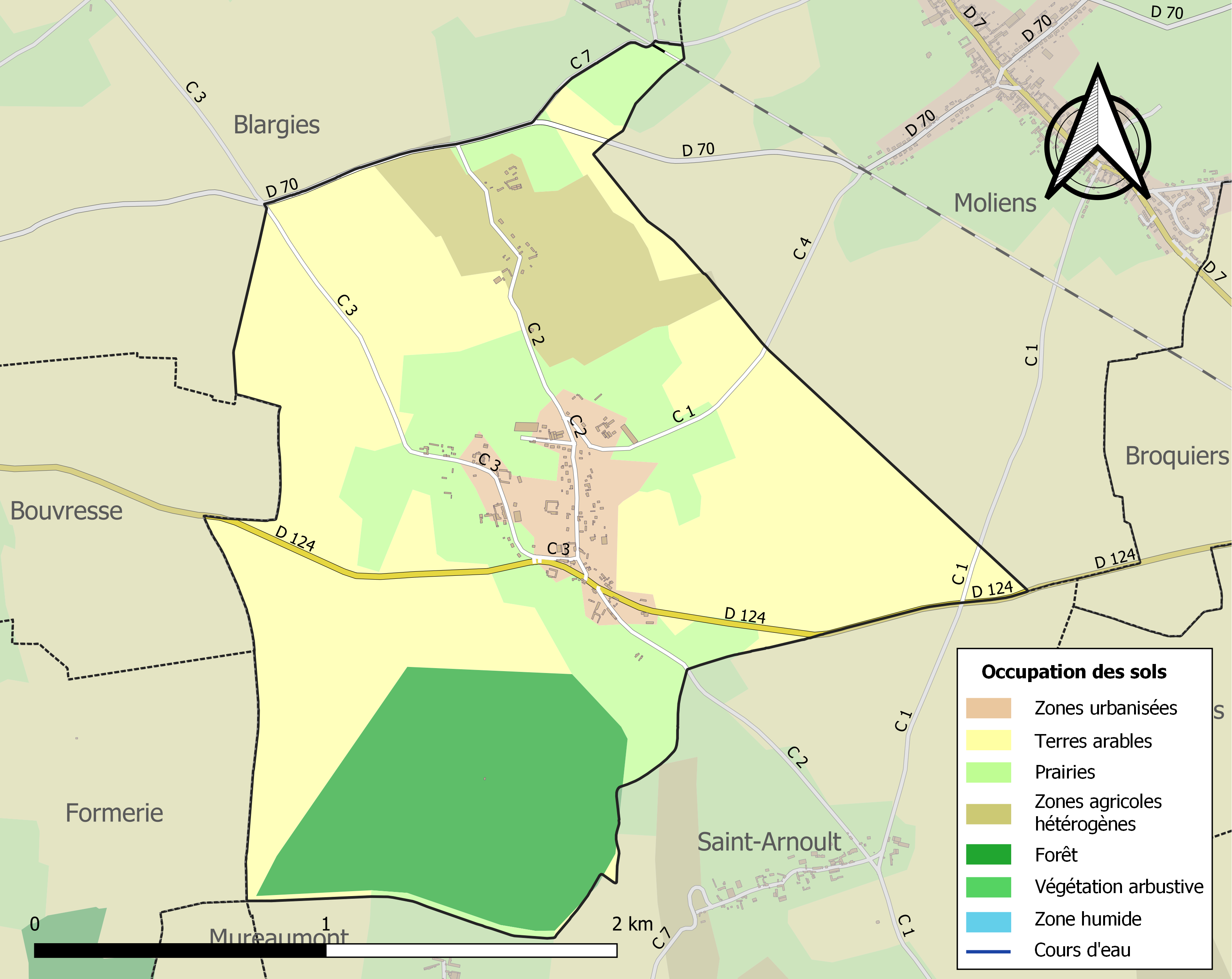
Carte des infrastructures et de l'occupation des sols de la commune en 2018 (CLC).

L'occupation des sols de la commune, telle qu'elle ressort de la base de données européenne d'occupation biophysique des sols Corine Land Cover (CLC), est marquée par l'importance des territoires agricoles (77,1 % en 2018), une proportion identique à celle de 1990 (77,1 %). 
La répartition détaillée en 2018 est la suivante :  terres arables (48,5 %), prairies (19,5 %), forêts (17,4 %), zones agricoles hétérogènes (9 %), zones urbanisées (5,6 %). 
L'évolution de l'occupation des sols de la commune et de ses infrastructures peut être observée sur les différentes représentations cartographiques du territoire : la carte de Cassini (XVIIIe siècle), la carte d'état-major (1820-1866) et les cartes ou photos aériennes de l'IGN pour la période actuelle (1950 à aujourd'hui).

### Morphologie du village
En 1850, Louis Graves indiquait que le village était « composé de maisons éparses, entourées d'enclos, disposées en trois rues principales »

### Habitat et logement
En 2021, le nombre total de logements dans la commune était de 96, alors qu'il était de 102 en 2016 et de 96 en 2011. 
Parmi ces logements, 87,5 % étaient des résidences principales, 8,3 % des résidences secondaires et 4,2 % des logements vacants. Ces logements étaient  tous des maisons individuelles. 
Le tableau ci-dessous présente la typologie des logements à Monceaux-l'Abbaye en 2021 en comparaison avec celle de l'Oise et de la France entière. Une caractéristique marquante du parc de logements est ainsi une proportion de résidences secondaires et logements occasionnels (8,3 %) supérieure à celle du département (2,4 %) mais inférieure à celle de la France entière (9,7 %). 
| Typologie                                               | Monceaux-l'Abbaye | Oise | France entière |
| ------------------------------------------------------- | ----------------- | ---- | -------------- |
| Résidences principales (en %)                           | 87,5              | 90,5 | 82,2           |
| Résidences secondaires et logements occasionnels (en %) | 8,3               | 2,4  | 9,7            |
| Logements vacants (en %)                                | 4,2               | 7    | 8,1            |

### Voies de communication et transports
Monceaux-l'Abbaye est accessible par l'ancienne route nationale 319 (actuelle RD 919).
La gare la plus proche est celle d'Abancourt desservie par des trains TER Normandie circulant entre les gares d'Amiens et de Rouen-Rive-Droite et par des trains TER Hauts-de-France circulant entre les gares d'Amiens et de Lille-Flandres ainsi qu'entre les gares de Beauvais et du Tréport - Mers.
La commune est desservie, en 2023, par les lignes 6103, 6113, 6150 et 6151 du réseau interurbain de l'Oise.

## Toponymie
Le nom de la localité est attesté sous les formes Moncellœ (1140) ; Monchelli (vers 1140) ; de Moncellis (1155) ; Moncelli (1156) ; Moncellorum (1157) ; in terra Moncellarum (vers 1160) ; juxta vallem Moncellorum (vers 1200) ; Montchaud (1250) ; Montchaux (1250) ; Monchiaus (1265) ; de Montcellis (1272) ; Monchel (1373) ; « la maison et grange de Monchaux » (1454) ; Monceau (vers 1470) ; Montceaux (vers 1470) ; Montsaulx (vers 1470) ; Monchaulx (1510) ; Monceaulx (1530) ; Monchaux (1644) ; Monceaux (1667) ; Monceaux-l'abbaye (1840) ; Monceaux-l'Abbaye (1901).

Monceaux signifie « Petits Monts ».

Au Moyen Age, le territoire de Montceaux appartenait à l'abbaye cistercienne de Lannoy, d'où son nom.

"La grange de Monceaux", l'une des plus importantes exploitations agricoles de l'abbaye, devait son origine aux donations faites, vers 1150, par Etienne, fils du vicomte d'Aumale Enguerrand.

## Histoire

### Antiquité
Des antiquités romaines ont été découvertes dans un bois qui se trouvait entre Monceaux et Boutavent.

### Ancien Régime
Selon Louis Graves, « Le domaine de Monceaux qui était une dépendance considérable du territoire de Saint-Arnoult, fut donné en 1140 à l'abbaye de Lannoy, par Arnulphe de Briostel. On y mit un curé dans le XVIe siècle, et il s'ensuivit un procès avec celui de Saint-Arnoult. qui prétendait que les habitants devaient demeurer ses paroissiens ; mais il fut débouté.
Jean d'Auxi, gouverneur d'Artois pour le duc de Bourgogne, possédait la terre de Monceaux vers 1486 en même temps que Blicourt, Martincourt, Hanvoil et Hodencq. Il passa, après la mort du duc, au service de Louis XI, qui le fit son maître d'hôtel ordinaire, capitaine d'Arques et trésorier général de France en Picardie
L'abbé de Lannoy nommait à la cure dédiée sous l'invocation de saint Jacquee et de saint Médard et comprise [en 1850] dans la succursale de Bouvresse. Le curé avait le titre de prieur ».

### Époque contemporaine
La commune est brièvement rattachée de 1827 à 1832 à Bouvresse,.
En 1850, la commune est dotée d'une école. Une partie  de la population fabrique alors de la bonnetterie.

## Politique et administration

### Rattachements administratifs et électoraux

#### Rattachements administratifs
La commune se trouve  dans l'arrondissement de Beauvais du département de l'Oise.  
Elle faisait partie depuis 1801 du canton de Formerie. Dans le cadre du redécoupage cantonal de 2014 en France, cette circonscription administrative territoriale a disparu, et le canton n'est plus qu'une circonscription électorale.

#### Rattachements électoraux
Pour les élections départementales, la commune fait partie depuis 2014 du canton de Grandvilliers.
Pour l'élection des députés, elle fait partie  depuis 1988 de la deuxième circonscription de l'Oise.

### Intercommunalité
Monceaux-l'Abbaye fait partie de la communauté de communes de la Picardie Verte, un établissement public de coopération intercommunale (EPCI) à fiscalité propre créé fin 1996 et auquel la commune avait transféré un certain nombre de ses compétences, dans les conditions déterminées par le code général des collectivités territoriales.
Le territoire de cette intercommunalité regroupe l'ensemble des communes des anciens cantons de Formerie, Grandvilliers et Marseille en Beauvaisis, ainsi que certaines communes du canton de Songeons.

### Liste des maires
| Période                                  | Période                       | Identité          | Étiquette | Qualité                                 |
| ---------------------------------------- | ----------------------------- | ----------------- | --------- | --------------------------------------- |
| Les données manquantes sont à compléter. |                               |                   |           |                                         |
|                                          |                               |                   |           |                                         |
| avant 1988                               |                               | Albert Coussement |           |                                         |
|                                          |                               |                   |           |                                         |
| mars 1995                                | mars 2001                     | Lucien Bouchez    |           | Retraité                                |
| mars 2001                                | En cours (au 12 janvier 2025) | Pascal Bouteleux  |           | Ouvrier Réélu pour le mandat 2020-2026, |

## Équipements et services publics
Monceaux-l'Abbaye ne comporte en 2025 aucun service public (école, bureau de poste, pompier...), à l'exception de la mairie, ni commerce (pharmacie, bar...), ce qui est courant pour les petits villages.

## Population et société

### Démographie

#### Évolution démographique
L'évolution du nombre d'habitants est connue à travers les recensements de la population effectués dans la commune depuis 1793. Pour les communes de moins de 10 000 habitants, une enquête de recensement portant sur toute la population est réalisée tous les cinq ans, les populations de référence des années intermédiaires étant quant à elles estimées par interpolation ou extrapolation. Pour la commune, le premier recensement exhaustif entrant dans le cadre du nouveau dispositif a été réalisé en 2004.

En 2022, la commune comptait 218 habitants, en évolution de −5,22 % par rapport à 2016 (Oise : +0,87 %, France hors Mayotte : +2,11 %).
| 1793 | 1800 | 1806 | 1821 | 1836 | 1841 | 1846 | 1851 | 1856 |
| ---- | ---- | ---- | ---- | ---- | ---- | ---- | ---- | ---- |
| 243  | 273  | 276  | 284  | 278  | 258  | 247  | 262  | 260  |

| 1861 | 1866 | 1872 | 1876 | 1881 | 1886 | 1891 | 1896 | 1901 |
| ---- | ---- | ---- | ---- | ---- | ---- | ---- | ---- | ---- |
| 247  | 251  | 232  | 219  | 211  | 206  | 228  | 205  | 214  |

| 1906 | 1911 | 1921 | 1926 | 1931 | 1936 | 1946 | 1954 | 1962 |
| ---- | ---- | ---- | ---- | ---- | ---- | ---- | ---- | ---- |
| 184  | 166  | 178  | 182  | 165  | 181  | 207  | 177  | 165  |

| 1968 | 1975 | 1982 | 1990 | 1999 | 2004 | 2006 | 2009 | 2014 |
| ---- | ---- | ---- | ---- | ---- | ---- | ---- | ---- | ---- |
| 156  | 126  | 184  | 160  | 182  | 167  | 154  | 189  | 225  |

| 2019 | 2022 | - | - | - | - | - | - | - |
| ---- | ---- | - | - | - | - | - | - | - |
| 218  | 218  | - | - | - | - | - | - | - |

#### Pyramide des âges
La population de la commune est relativement jeune.
En 2018, le taux de personnes d'un âge inférieur à 30 ans s'élève à 35,8 %, soit en dessous de la moyenne départementale (37,3 %). À l'inverse, le taux de personnes d'âge supérieur à 60 ans est de 23,4 % la même année, alors qu'il est de 22,8 % au niveau départemental.
En 2018, la commune comptait 111 hommes pour 111 femmes, soit un taux de 50 % de femmes, légèrement inférieur au taux départemental (51,11 %).
Les pyramides des âges de la commune et du département s'établissent comme suit.
| Hommes | Classe d’âge | Femmes |
| ------ | ------------ | ------ |
| 0,9    | 90 ou +      | 1,8    |
| 4,6    | 75-89 ans    | 6,4    |
| 18,3   | 60-74 ans    | 14,7   |
| 15,6   | 45-59 ans    | 16,5   |
| 23,9   | 30-44 ans    | 25,7   |
| 11,0   | 15-29 ans    | 13,8   |
| 25,7   | 0-14 ans     | 21,1   |

| Hommes | Classe d’âge | Femmes |
| ------ | ------------ | ------ |
| 0,5    | 90 ou +      | 1,4    |
| 5,5    | 75-89 ans    | 7,6    |
| 15,6   | 60-74 ans    | 16,3   |
| 20,8   | 45-59 ans    | 20     |
| 19,4   | 30-44 ans    | 19,4   |
| 17,6   | 15-29 ans    | 16,2   |
| 20,6   | 0-14 ans     | 19,1   |

### Manifestations culturelles et festivités
Le club Les Meutes du Grand Nord organise depuis 2020 une course des chiens de traîneaux à Monceaux-l'Abbaye, ainsi que, en 2022, le championnats de France des courses de chiens de traîneaux sur terre.
Une brocante est organisée au moi de mai.

### Vie associative
Le comité des fêtes assure l'animation du village.

## Économie
La commune a une activité essentiellement rurale. 
En 2017, une seule exploitation laitière subsiste dans la commune.

## Culture locale et patrimoine

### Lieux et monuments
- Église Saint-Marcoul, constituée d'une simple nef poursuivie par une abside à trois faces et construite à la fin du XVIe ou au début du XVIIe siècle en silex. Les fenêtres, en pierre, sont en plein ceintre[34]. 
Les fonts baptismaux  Classé MH (1913)[35] en pierre sont du XVe siècle et représentent le baptême du Christ par Jean le Baptiste, ainsi que saint Marcou, un saint guérisseur, patron de l'église, touchant le cou d’un homme agenouillé. Une sirène figure également sur la cuve.
On note également une statue de la Vierge à l'Enfant du  XVIe siècle Classée MH (1913)[36] et une clochette à main également du XCIe siècle  Classée MH (1913)[37].

La façade, effondrée la nuit du 26 au 27 juillet 2016, est reconstruite en 2017-2018 par la commune, propriétaire de l'édifice, sous la maîtrise d’œuvre de Thibault Legendre,.

L'église
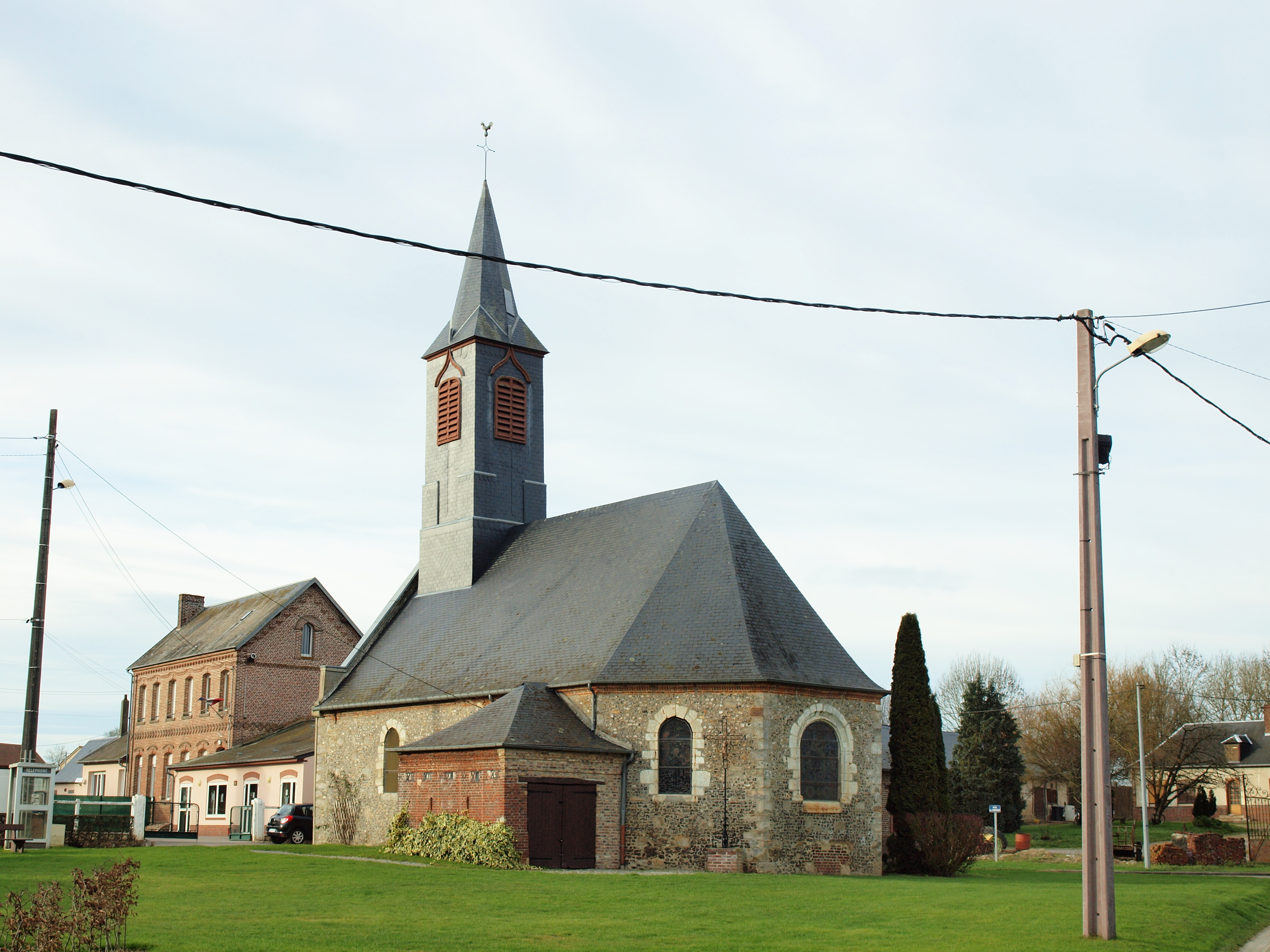
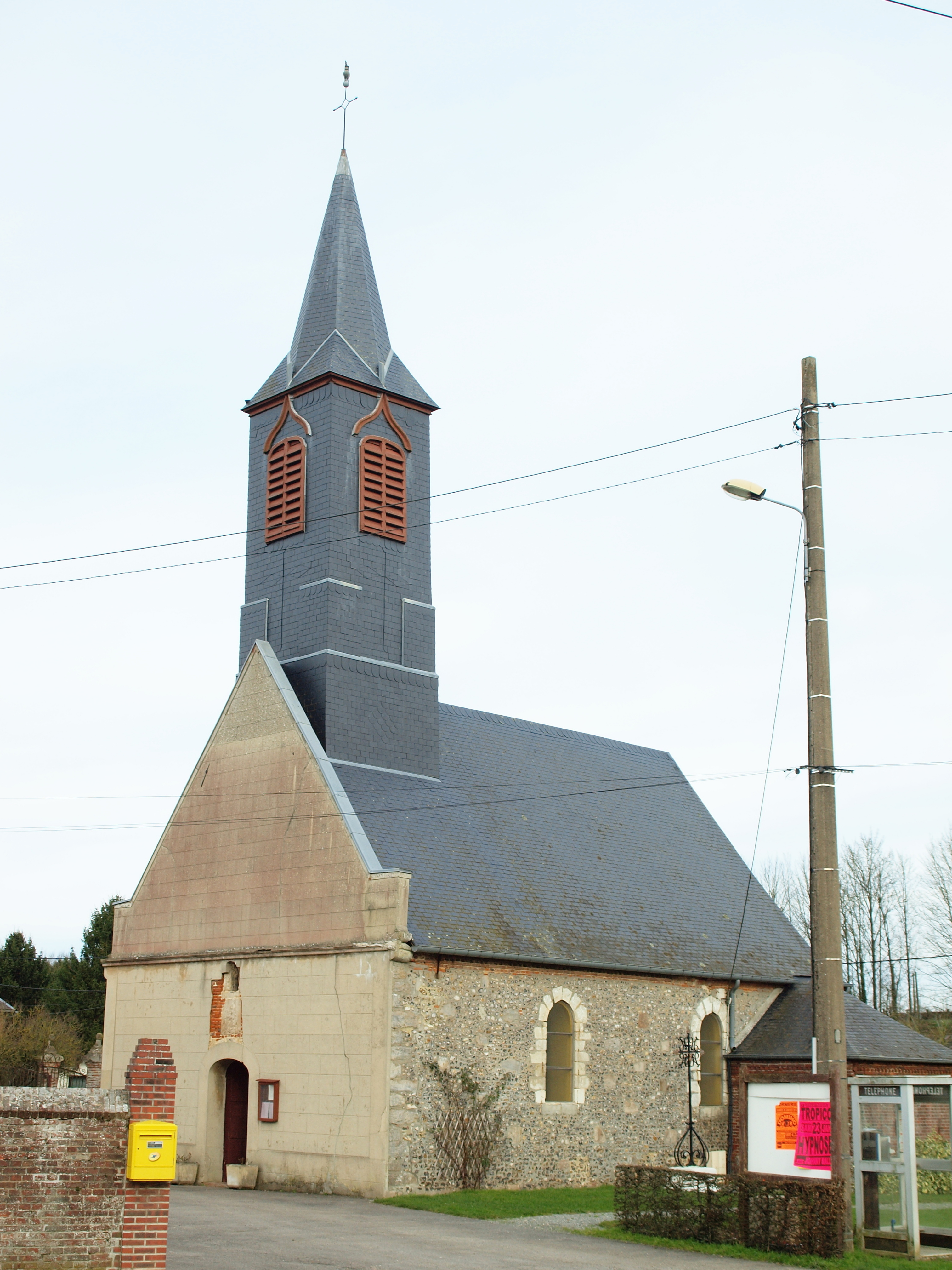
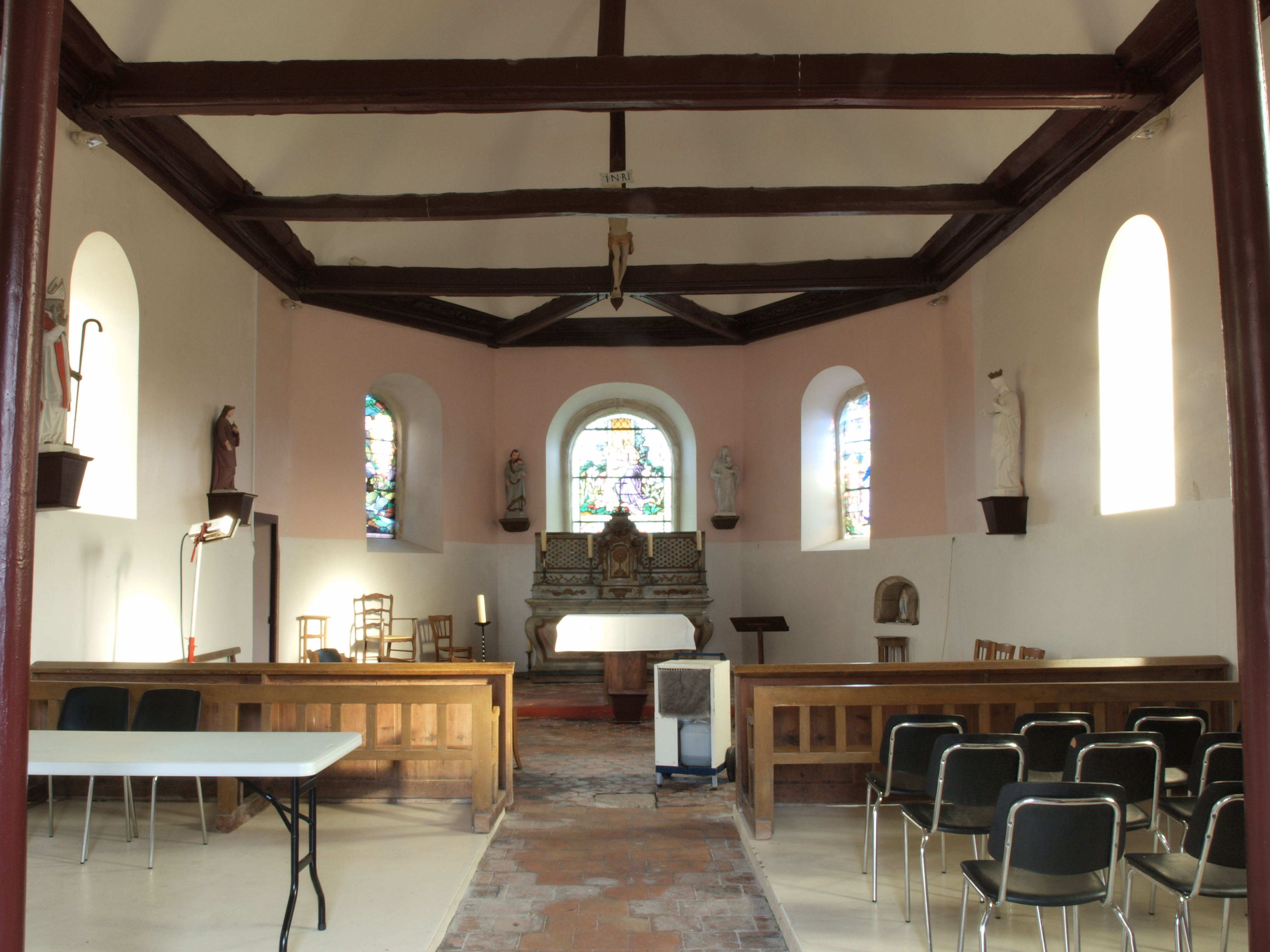
La nef et sa charpente.
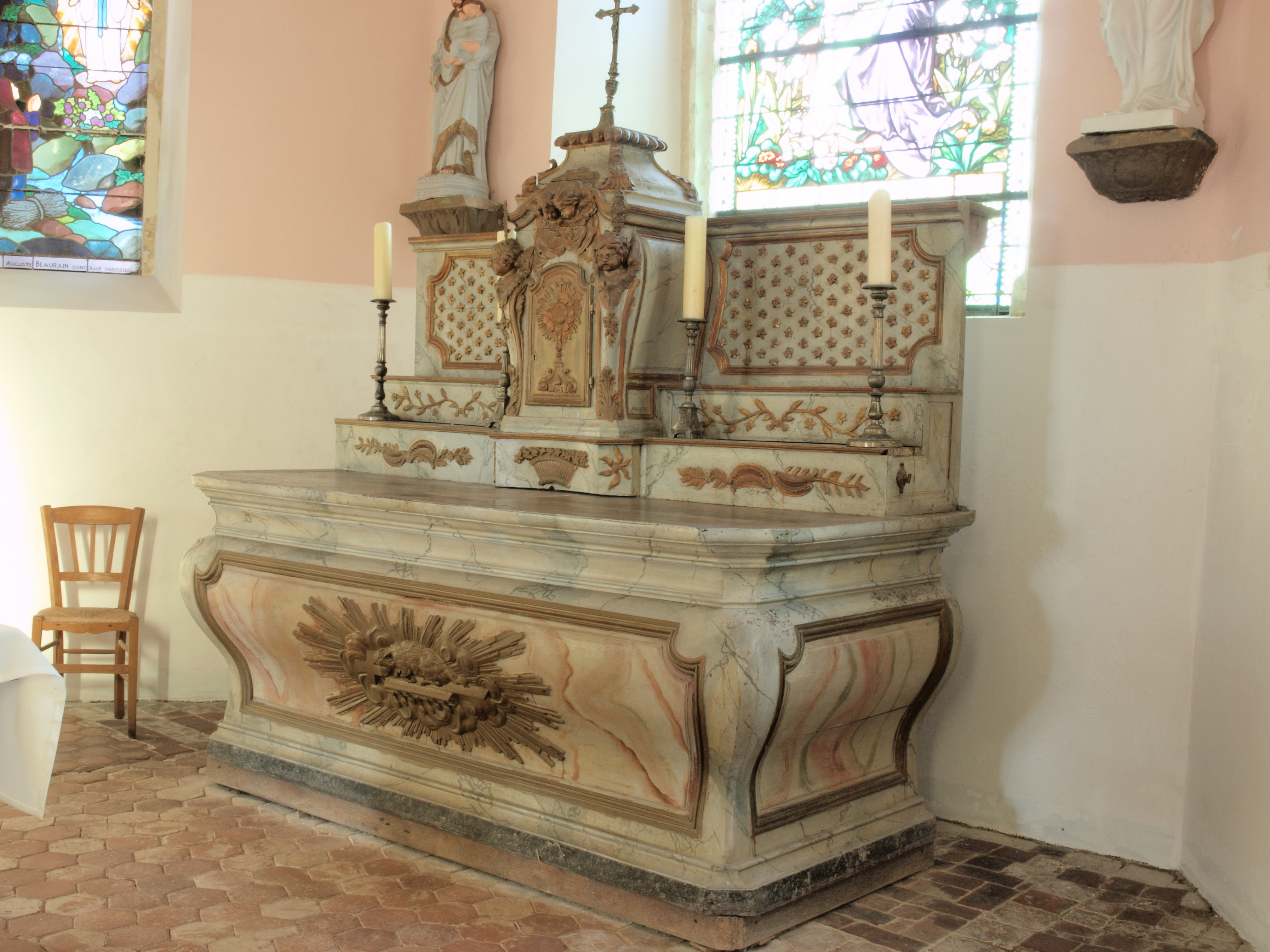
L'autel.
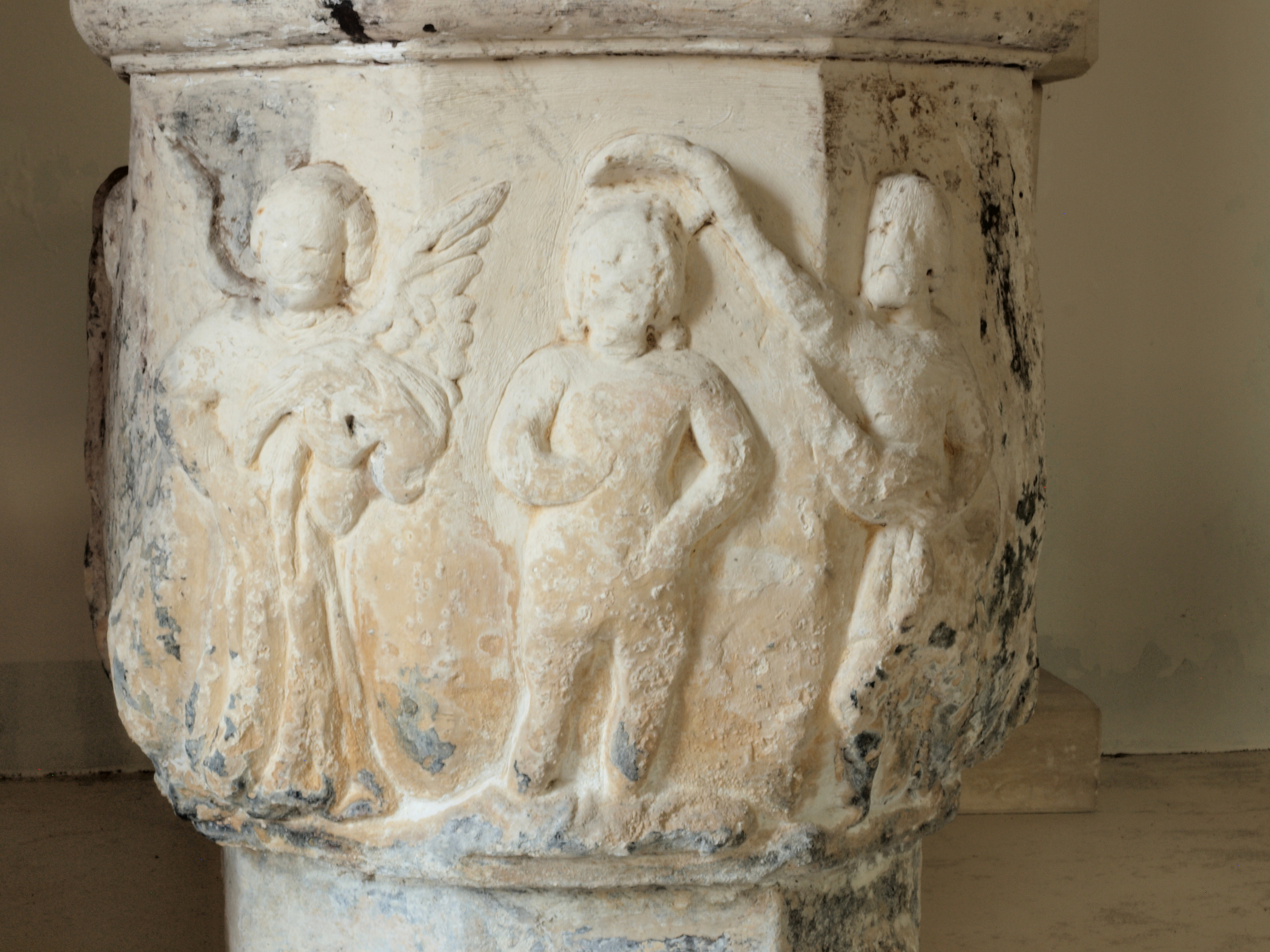
Les fonts baptismaux.
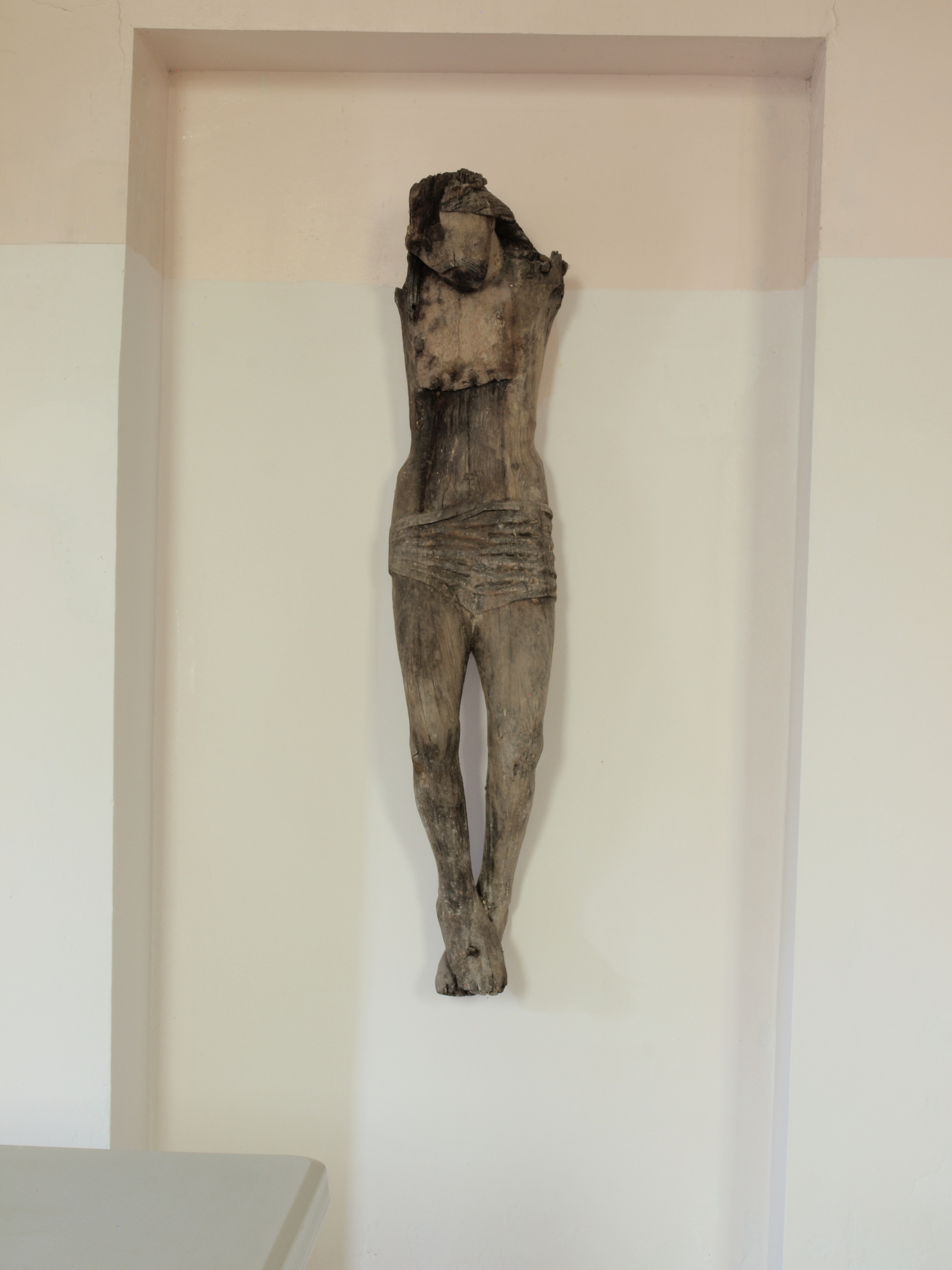

- Une aire de pique-nique est aménagée sur un espace vert, près d'un bois[41].

- La ferme du Lariquet est une ferme pédagogique ferme pédagogique.

- Randonnée pédestre Par les bois de Monceaux et les hameaux de Saint-Arnoult", longue de 10 km[42].

## Pour approfondir